# ヴァルター・ツィンマーマン (親衛隊隊員)
ヴァルター・ツィンマーマン（Walter Zimmermann, 1897年10月1日 - 1995年3月25日）は、ドイツの軍人。第一次世界大戦期にはドイツ帝国陸軍、第二次世界大戦期には武装親衛隊に所属した。
第一次世界大戦期は主にドイツ帝国陸軍の戦闘工兵として各地の戦場で戦い、1917年10月付で二級鉄十字章を受章。大戦後の1932年8月に国家社会主義ドイツ労働者党（NSDAP：ナチス）へ入党し、1933年1月に親衛隊（SS）へ志願入隊した。
第二次世界大戦（独ソ戦）の初期から中期はSS義勇師団「プリンツ・オイゲン」（SS-Freiwilligen-Gebirgs-Division „Prinz Eugen“）第7SS山岳工兵大隊の初代大隊長を務め、1943年6月付で一級鉄十字章を受章。その他、戦功によってクロアチア独立国の国家元首アンテ・パヴェリッチからクロアチアの勲章を授与され、後に第5SS山岳軍団の軍団工兵指揮官（工兵総責任者）を務めるなど、工兵の分野で活躍した。
独ソ戦後期の1944年秋、武装親衛隊のフランス人義勇兵旅団であるSS所属武装擲弾兵旅団「シャルルマーニュ」のドイツ人部署に着任し、訓練を担当。後に旅団から昇格した第33SS所属武装擲弾兵師団「シャルルマーニュ」（33. Waffen-Grenadier-Division der SS „Charlemagne“）の一員として1945年2月下旬から3月のポメラニア戦線でソビエト赤軍と交戦。ポメラニア戦線撤退後の1945年4月、「シャルルマーニュ」師団（連隊）最後の師団長となった。最終階級はSS大佐（SS-Standartenführer）。
他の日本語表記として、ヴァルター・ジマーマンがある。

## 帝政ドイツ時代の経歴

### 第一次世界大戦
1897年10月1日、ヴァルター・ツィンマーマンはドイツ国（帝政ドイツ）の構成国の1つであるザクセン王国のマイセン・オーバーシュパー（Oberspaar） に生まれた。父親モーリッツ・ツィンマーマン（Moritz Zimmermann）はマイセンの郵便局長であった。
少年期のヴァルター・ツィンマーマンはドイツ帝国植民地学校で農業を学んでいたが、第一次世界大戦勃発後の1914年9月2日、16歳の時にドイツ帝国陸軍（Deutsches Heer）へ入隊した。当初は第12猟兵補充大隊（Jäger-Ersatz-Bataillon 12）に配属されたが、1915年1月中旬に喉の手術を受けたため、同年4月13日まで軍務に就くことはできなかった。
その後のツィンマーマンは第12工兵大隊（Pionier Bataillon 12）に配属され、1916年11月、陸軍一等兵（Gefreiter）に昇進した。翌年の1917年10月には二級鉄十字章を受章し、下士官（軍曹）（Unteroffizier）に昇進。1918年3月には士官候補生となり、同年10月に第241工兵大隊（Pionier Bataillon 241）の予備役少尉（Leutnant der Reserve）に任官した。
第一次世界大戦の間、ツィンマーマンはドイツ帝国陸軍の戦闘工兵、兵器スペシャリスト、分隊長、小隊長、兵器将校として活躍し、リトアニア、ポーランド、フランスの戦場で戦った。大戦後の1920年には国境防衛の任務に就いた。

## 戦間期

### 国家社会主義ドイツ労働者党（ナチス）入党
第一次世界大戦後、ヴァルター・ツィンマーマンはフリーランスのセールスマンとして生活していたが、同時に工兵としてヴァイマル共和国軍第10猟兵連隊（Jäger Regiment 10）での勤務も続けていた。その他、ツィンマーマンは建設技術者や専門家の集団「緊急技術援助隊」（TENO）にも参加した。
1932年8月1日、ツィンマーマンは国家社会主義ドイツ労働者党（NSDAP：ナチス）へ入党した（ナチ党員番号1 378 990）。数ヵ月後の1933年1月3日には親衛隊（SS）へ志願入隊し（SS隊員番号59 684）、ドレスデンの第46SS連隊（46. SS-Standarte）に配属された。
第46SS連隊配属後、ツィンマーマンは同連隊の工兵小隊の創設に携わり、工兵のアドバイザーとして活動した。次いでスポーツ・技術学校の教官としてライスニヒ（Leisnig）の突撃隊訓練司令部で働き、また、1933年の初旬は「国家防空連盟」（RLB）にも所属。1933年1月17日付でSS軍曹（SS-Scharführer）、1933年11月9日付でSS曹長（SS-Oberscharführer）へ昇進した。
なお、戦間期にツィンマーマンはヨーロッパ各国を旅行し、オランダ語、フランス語、英語、イタリア語、チェコ語を会得した。

### 親衛隊特務部隊
1935年11月、ツィンマーマンはその頃に創設されていた親衛隊特務部隊の工兵大隊（Pioniersturmbann / SS-VT）に転属し、同大隊の技術将校フェルディナント・ティーツ（Ferdinand Tietz）の代わりの技術将校を務め、11月16日付でSS少尉（SS-Untersturmführer）に任官した。その後、ツィンマーマンはハノーファーの騎兵学校で8週間の訓練を受け、1936年10月初旬からは親衛隊特務部隊工兵大隊第3中隊長を務めた。
1937年10月から12月の間は親衛隊本部（SS-Hauptamt）の工兵部に配属され、次いで通信大隊（Nachrichtensturmbann）に異動。1938年1月30日付でSS中尉（SS-Obersturmführer）に昇進した。その後のツィンマーマンは親衛隊特務部隊の査察部や司令部での勤務を経て順調に昇進を重ね、1940年4月20日付でSS少佐（SS-Sturmbannführer）に昇進した。

## 第二次世界大戦初期から中期

### 「プリンツ・オイゲン」師団時代
第二次世界大戦が勃発してから1年数ヵ月が経過した後の1941年1月20日、ヴァルター・ツィンマーマンSS少佐はSS工兵補充大隊（SS-Pionier-Ersatz-Bataillon）指揮官となった。
翌年の1942年1月30日にはSS中佐（SS-Obersturmbannführer）に昇進し、4月にはSS義勇師団「プリンツ・オイゲン」SS山岳工兵大隊（SS-Geb. Pionier Bataillon / SS-Freiwilligen-Gebirgs-Division „Prinz Eugen“）の初代大隊長に就任した。
1943年1月31日、ツィンマーマンは二級鉄十字章（略章）を受章し、6月15日には一級鉄十字章を受章した。さらに、クロアチア独立国の主要道路を（パルチザンの攻撃から）守り続けた功績により、クロアチア国家元首アンテ・パヴェリッチ（Ante Pavelić）からズヴォニミール王冠勲章（hr:Red krune kralja Zvonimira / en:Order of the Crown of King Zvonimir）も授与された。

### 第5SS山岳軍団
1943年7月 もしくは1944年1月20日、ヴァルター・ツィンマーマンSS中佐は「プリンツ・オイゲン」師団が所属する第5SS山岳軍団（V. SS-Gebirgs-Korps）の軍団工兵指揮官（Stopi：工兵総責任者）となった。ここでツィンマーマンは軍団司令官アルトゥール・フレプスSS大将（SS-Ogruf. Artur Phleps）に気に入られて昇進推薦を受け、1944年4月20日付でSS大佐（SS-Standartenführer）に昇進した（この他、1944年2月24日と6月6日の2度に渡ってフェルプスから評価を得た）。
1944年1月17日、第5SS山岳軍団の新たな参謀長としてグスタフ・クルケンベルクSS中佐（SS-Ostubaf. Gustav Krukenberg）が着任し、ツィンマーマンはクルケンベルクと知己の仲になった。
1944年9月下旬、予備役となったツィンマーマンSS大佐は「キーンシュラークSS装甲擲弾兵学校」（SS-Panzergrenadierschule Kienschlag：チェコのベーメンにあるSSの軍学校）に異動し、同校で士官候補生訓練監督を担当した。

## 1944年秋 「シャルルマーニュ」旅団着任
1944年10月31日、ヴァルター・ツィンマーマンSS大佐はフランスSS部隊総監グスタフ・クルケンベルクSS少将の招きに応じ、ドイツ中央部のレーン山地（Rhön）にある演習場「ヴィルトフレッケン演習場」（Truppenübungsplatz Wildflecken）で訓練中のSS所属武装擲弾兵旅団「シャルルマーニュ」に着任し、同旅団のドイツ人部署「フランスSS部隊査察部」（Inspektion der Französischen SS-Verbänd / Waffen-Grenadier-Brigade der SS „Charlemagne“）で訓練指揮官を務めた。
当初、「シャルルマーニュ」旅団のフランス人義勇兵の間には、新任の訓練指揮官ツィンマーマンSS大佐は冷酷で恐ろしい人物であるという評判が立っていた。しかし、実際のツィンマーマンは気さくで魅力的な人柄の持ち主であり、フランス語を流暢に話し、パリのスラングに詳しかった（フランス語のスラング辞典を常に携帯していた）ため、「シャルルマーニュ」のフランス人義勇兵の間で最も人気が高いドイツ人将校となった。さらに、ツィンマーマンは「シャルルマーニュ」に勤務したドイツ人将兵の中でフランス人義勇兵用のフランス国旗の盾章を左腕に着用した数少ない人物の1人でもあった。
「シャルルマーニュ」訓練期間中のある日、駐屯地内を歩いていたツィンマーマンSS大佐は歩哨から誰何された。しかし、ツィンマーマンは合言葉を答えずにそのまま進み、即座に歩哨に取り押さえられ、背中に銃剣を突きつけられて壁の前に立たされた。約30分後、歩哨の中隊長ロベール・ロアSS義勇大尉（SS-Frw. Hstuf. Robert Roy）がその場に現れた。部下が銃剣を突きつけている人物を見て驚くロアSS義勇大尉に対し、ツィンマーマンは歩哨が本来の役割をしっかり果たしたことを賞賛した。

## 1945年2月下旬 ポメラニア戦線

### 1945年2月下旬
1945年2月下旬、ヴァルター・ツィンマーマンSS大佐が所属する第33SS所属武装擲弾兵師団「シャルルマーニュ」（33. Waffen-Grenadier-Division der SS „Charlemagne“）は東部戦線のポメラニアに出陣した。
2月22日、「シャルルマーニュ」師団はハマーシュタイン（Hammerstein、現ツァルネ(Czarne)）に鉄道輸送され、ドイツ国防軍ヴァイクセル軍集団第2軍麾下の第18山岳軍団（XVIII. Gebirgs-Korps）に配属された。
2月24日朝、ハマーシュタイン基地においてフランスSS部隊総監グスタフ・クルケンベルクSS少将は「シャルルマーニュ」師団の主要な将校
- 師団長　エドガー・ピュオ武装上級大佐（W-Obf. Edgar Puaud）
- 師団参謀長　ジャン・ド・ヴォージュラ武装少佐（W-Stubaf. Jean de Vaugelas）
- 第57SS所属武装擲弾兵連隊長　ヴィクトル・ド・ブルモン武装大尉（W-Hstuf. Victor de Bourmont）
- 第58SS所属武装擲弾兵連隊長　エミール・レイボー武装少佐（W-Stubaf. Émile Raybaud）

と共に作戦会議を催した（ツィンマーマンSS大佐はクルケンベルクの補佐を担当した）。この会議でクルケンベルクSS少将は、ラトビア兵（第15SS所属武装擲弾兵師団(ラトビア第1)）の前線がソビエト赤軍に突破されたこと、それゆえ我々は前進して直ちに陣地を確保せねばならぬという現在の戦況を説明し、師団の各部隊に作戦命令を与えた。
しかし翌2月25日の朝、赤軍はハマーシュタイン～ベーレンヴァルデ（Bärenwalde、現ビンチェ(Bińcze)）間の鉄道線路に沿って敷かれていた「シャルルマーニュ」師団の防衛線を突破し、攻撃の矛先を「シャルルマーニュ」師団司令部が置かれているエルゼナウ（Elsenau、現オルシャノボ(Olszanowo)）へ向けた。
重装備（戦車・榴弾砲）も支援も予備兵力も無い「シャルルマーニュ」師団がわずか数時間しか持ちこたえられないことは明白であり、そのことを報告するため、クルケンベルクSS少将はツィンマーマンをエルゼナウ北方に位置するシュテーガース（Stegers、現ジェチェニツァ(Rzeczenica)）の第18山岳軍団司令部へ派遣した。この時、ツィンマーマンにはクルケンベルクの当直将校ヴァレンティン・パツァークSS少尉（SS-Ustuf. Valentin Patzak）が随伴していた。

### 「不可能」
「シャルルマーニュ」師団に残された最後の車輌の1つであるフォルクスワーゲン（キューベルワーゲン）に乗ってシュテーガース城（第18山岳軍団司令部）に到着したツィンマーマンSS大佐とパツァークSS少尉は、軍団司令官フリードリヒ・ホホバウム歩兵大将（Gen.d.Inf. Friedrich Hochbaum）のもとへ出頭した。疲労困憊した面持ちのホホバウム将軍は、まるで古くからの友人であるかのようにツィンマーマンを腕で掴み「それで、君たちのフランス兵は持ちこたえられそうかね？」と尋ねた。
これに対しツィンマーマンは「少将閣下、我々は戦場に鉄道輸送されたばかりで、戦車・大砲・対戦車兵器のいずれも所有しておりませぬ。閣下のご要望にお応えすることは不可能です」と答え、重兵器を装備していない「シャルルマーニュ」師団に将軍が無理難題を押し付けていることを諭そうとした。しかし、ホホバウム将軍はツィンマーマンの言にまったく耳を貸さず「不可能というのはフランス的ではない」 と言った。
若干うろたえながらツィンマーマンは、ドイツ軍将兵の中のポメラニア出身者 でさえ（彼ら自身の故郷を防衛するこの戦いで）後退している現実を繰り返し伝えた。それでもなお、ホホバウム将軍はツィンマーマンに対して無茶な要求を続けた。ツィンマーマンは、たとえドイツ軍将兵が全員戦死するほど熾烈に戦ってもロシア人の猛攻を食い止めることはできないだろう、と内心で結論づけた。
その後、ホホバウム将軍は「シャルルマーニュ」師団にシュテーガースまでの後退許可を与え、新たな防衛線を構築せよと命令した。直ちにエルゼナウへ戻れとホホバウム将軍から急かされ、もはや一刻の猶予もない緊迫した状況の中、将軍の見送りを受けながらツィンマーマンとパツァークは城の庭に停めている車まで戻ろうとした。
しかしその時、1輌のT-34が遠方に出現した。戦車砲の轟音が響き、ツィンマーマンたちの車は火だるまと化した。T-34は（どういうわけか）それ以上攻撃せずにどこかへ去ったものの、ツィンマーマンとパツァークは移動手段を失ってしまった。彼らは日中に徒歩でエルゼナウまで戻るよりも、夜になってからホホバウム将軍や彼の幕僚たちと共に移動することを選んだ。
そして翌日の2月26日、ツィンマーマンたちはエルゼナウから脱出したクルケンベルクSS少将とフレーテンシュタイン（Flötenstein、現コツァワ(Koczała)：シュテーガースから約15キロメートル北に位置する村）で合流した。

### 援軍の呼び出し
1945年2月26日、ハマーシュタイン周辺の戦いで損害を被った「シャルルマーニュ」師団の兵力を補うため、グスタフ・クルケンベルクSS少将はツィンマーマンに対し、グライフェンベルク（Greifenberg、現グリフィツェ(Gryfice)）に駐屯している「フランスSS擲弾兵訓練・補充大隊」（Franz. SS-Grenadier-Ausbildungs und Ersatz Bataillon）を援軍として連れてくるよう命令した。
ツィンマーマンは再びヴァレンティン・パツァークSS少尉 を伴ってグライフェンベルクに向かい、フランスSS擲弾兵訓練・補充大隊の約500名の将兵を3個擲弾兵中隊・1個工兵小隊に分けた「行進大隊」（Bataillon de Marche）として再編成した。
2月27日、ツィンマーマンと共にグライフェンベルクを出発した大隊は列車に乗り込み、トレプトー（Treptow、現トシェビャトゥフ(Trzebiatów)）、コールベルク（Kolberg、現コウォブジェク(Kołobrzeg)）経由でケルリン（Körlin、現カルリノ(Karlino)）に向かった。ケルリン近郊で下車した大隊は残りの道のりを徒歩で移動し、3月3日夜にケルリン市内の「シャルルマーニュ」師団と合流した（その後、ツィンマーマンは翌日のケルリンの戦いで師団の補給将校を務めた）。

## 1945年3月 ポメラニア戦線撤退

### 包囲網からの脱出
1945年3月4日から5日にかけての夜、ケルリンでソビエト赤軍に包囲された「シャルルマーニュ」師団は3部隊に分かれ、包囲突破のための行動を開始した。この時、グスタフ・クルケンベルクSS少将やヴァルター・ツィンマーマンSS大佐のフランスSS部隊査察部は、包囲突破の先鋒を務めるアンリ・フネSS義勇中尉（SS-Frw. Ostuf. Henri Fenet）の行進連隊第Ⅰ大隊（Ier / Régiment de Marche）に加わっていた。
3月5日朝、クルケンベルクやツィンマーマンが同行しているフネの行進連隊第Ⅰ大隊はベルガルト（Belgard、現ビャウォガルト(Białogard)）南部の森林地帯に身を潜めていた。作戦会議終了後の午前9時にはフネが先頭に立って移動を再開し、3月6日夜にはドイツ国防軍のオスカー・ムンツェル少将（Gen.Maj. Oskar Munzel）麾下の軍団が再集結中のメゼリッツ（Meseritz、現ミエンジジェチ(Międzyrzecz)）に到達することができた。
3月8日午後、ツィンマーマンは兵を集め、フランスSS部隊総監グスタフ・クルケンベルクSS少将（1888年3月8日生まれ）57歳の誕生日を祝った。クルケンベルクは短い演説を催して部下一同からの祝福を感謝し、彼ら「シャルルマーニュ」師団将兵の奮戦を讃えた（その後、クルケンベルクは師団将兵に行軍を再開するよう命じた）。

#### 負傷
1945年3月11日、アンリ・フネSS義勇中尉の行進連隊第Ⅰ大隊はハンス・フォン・テッタウ歩兵大将（Gen.d.Inf. Hans von Tettau）の「フォン・テッタウ」戦闘団に組み込まれており、バルト海沿岸部の都市ディフェノ（Dievenow、現ジブヌフ(Dziwnów)）への突破作戦に参加した。ツィンマーマンの個人的な友人であったフォン・テッタウ将軍はこの時、フネの大隊の任務を他部隊の撤退援護ではなく、後に続く5,000名の難民のための退路を切り開く包囲突破の先鋒に切り替えた。
作戦決行時の真夜中、海岸に集まった難民（予測人数の2倍）とフネの大隊は移動を開始した。拳銃を手にした「シャルルマーニュ」師団フランスSS部隊査察部の作戦参謀ハンス・ローベルト・ヤウスSS大尉（SS-Hstuf. Hans Robert Jauß）が先頭に立ち、その後ろにパンツァーファウストを装備した20名強の兵、そしてツィンマーマンが続いた。長年の工兵経験を持つツィンマーマンは、埋設された地雷の発見に尽力した。
やがて、彼らはソビエト赤軍の前哨陣地と遭遇した。この戦闘でフネの大隊は敵の前哨陣地を一蹴し、若干名の赤軍兵を捕虜にしたが、ツィンマーマンは敵の手榴弾によって足を負傷してしまった。それでもなお、ツィンマーマンは治療のために後送されることを拒否し、諦めることなくフネの大隊と共に行軍を続けてポメラニア戦線からの撤退に成功した。

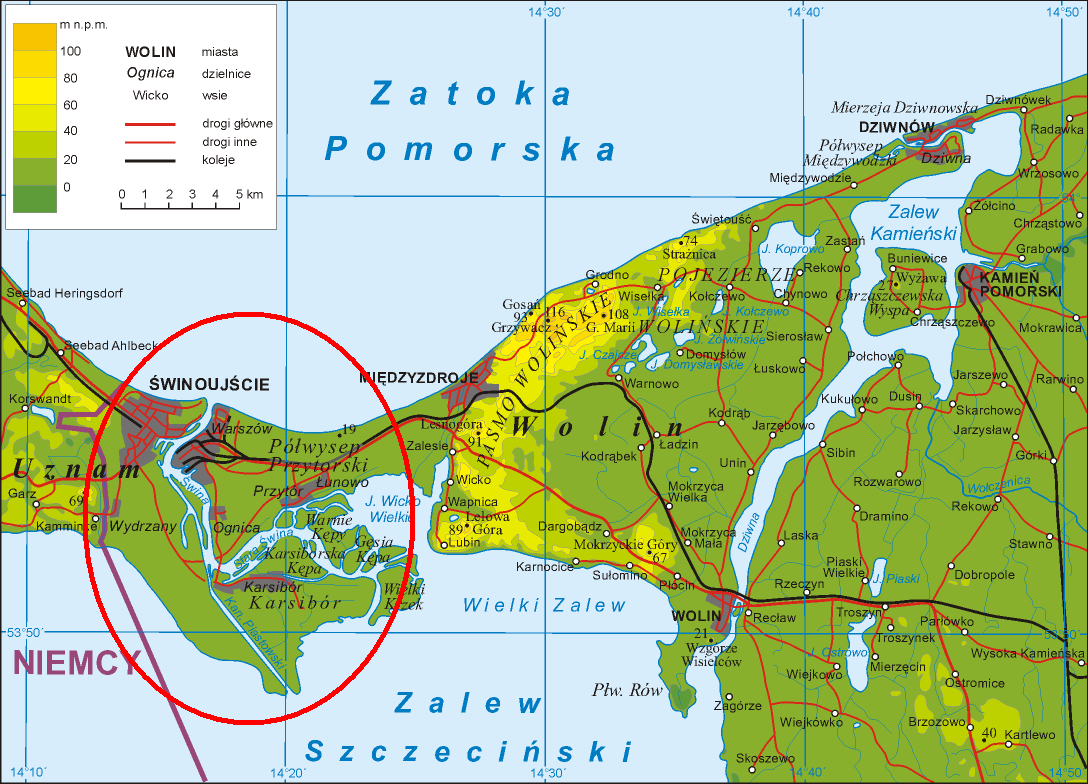
スヴィネミュンデ（Swinemünde、現シフィノウイシチェ(Świnoujście)）周辺の地図

ポメラニア戦線から撤退したフネの大隊（「シャルルマーニュ」師団の主な残余グループ）はヴォリン島（Wolin）を通過し、3月13日夕方にはスヴィネミュンデ（Swinemünde、現シフィノウイシチェ(Świnoujście)）に到着した。敵の手榴弾で片足を負傷していたツィンマーマンはこの時、負傷していない方の足で自転車を漕ぎながらフネの大隊と共に移動していた。
その途中、ツィンマーマンはミズドロイ（Misdroy、現ミエンジズドロイェ(Międzyzdroje)）のアイヒンク将軍（Gen. Aiching）の司令部に赴いたが、そこでツィンマーマンは将軍の参謀長（文献によっては将軍自身）からフネの大隊の敢闘・活躍を讃える言葉を賜った。
自身の麾下の部隊と比べても全体的に良く統制され、なおかつ軍歌を歌いながら移動するフネの大隊を見たアイヒンク将軍は、自身の麾下の部隊が所有する武器・兵器・弾薬を特別に彼らに譲渡することを決意した。さらに、「総司令部」（陸軍総司令部）（OKH）は公式声明を出し、「シャルルマーニュ」師団がディフェノへの突破作戦で重要な役割を果たしたことを認知した。

## 1945年5月 終戦

### 1945年4月 「シャルルマーニュ」師団（連隊）長就任
1945年3月中旬、大損害を被ってポメラニア戦線から撤退した「シャルルマーニュ」師団の生存者はドイツ北部地域に順次集まり、1個連隊（SS所属武装擲弾兵連隊「シャルルマーニュ」）として再編成に着手した。この時、ヴァルター・ツィンマーマンSS大佐はポメラニア戦線で足に負った傷を治療するため、アンクラム（Anklam）の病院に入院した。
4月中旬、グスタフ・クルケンベルクSS少将はツィンマーマンを「シャルルマーニュ」師団（連隊）の指揮官に据えた（初代師団長エドガー・ピュオ武装上級大佐が1945年3月5日にポメラニア戦線で行方不明となってからは、クルケンベルクSS少将が「シャルルマーニュ」の2代目師団長を務めていた）。その後、ソビエト赤軍に包囲されているドイツ国（ナチス・ドイツ）首都ベルリン（Berlin）から連絡（出撃命令）を受けたクルケンベルクSS少将は、「シャルルマーニュ」師団の生存者の中で戦闘継続を希望した約300名の将兵から成るフランスSS突撃大隊を引き連れてベルリンへ出発した。
こうして、3代目師団長としてツィンマーマンSS大佐はドイツ北部に残留している「シャルルマーニュ」師団（連隊）（約700名）の指揮を委ねられたが、戦傷治療のため入院中のツィンマーマンが「シャルルマーニュ」の指揮を執ることは出来ず、師団（連隊）の実務は副官のジャン・ブデ＝グージ武装少佐（W-Stubaf. Jean Boudet-Gheusi）が担当し、結局ツィンマーマンは入院したまま1945年5月の終戦を迎えた。

### 1945年5月16日 「シャルルマーニュ」師団解散
「シャルルマーニュ」師団（連隊）の最後の師団長ヴァルター・ツィンマーマンSS大佐はイギリス軍の捕虜となり、ノイエンガンメ強制収容所跡地の捕虜収容所へ送られた。
そして1945年5月16日、捕虜収容所内でツィンマーマンは師団（連隊）の生存者である多数のフランス人将校・ドイツ人将校の前に立ち、「シャルルマーニュ」師団の解散を宣言した。フランス人将校の1人ジャック・マルタン武装大尉（W-Hstuf. Jacques Martin）が「シャルルマーニュ」師団の略歴を読み上げ、師団長ツィンマーマンSS大佐はこれまでの謝辞を述べてフランスとドイツの友誼を祝福した。

## 戦後
第二次世界大戦後、ヴァルター・ツィンマーマンはヨシップ・ブロズ・チトー統治下のユーゴスラビア社会主義連邦共和国へ身柄を送致された。
かつて第7SS義勇山岳師団「プリンツ・オイゲン」（大戦中、バルカン半島で対パルチザン戦に従事した師団）の将校の1人であったツィンマーマンは、ある集落を焼き討ちした容疑をかけられて告発されたのであった。この戦争犯罪容疑に関してツィンマーマン自身はまったくの無実であったが、戦後のユーゴスラビアの軍事法廷はツィンマーマンを有罪と見なし、懲役10年の判決を下した。さらに、この判決を受け入れない場合は直ちに銃殺するという脅迫も加えた。
その後、ツィンマーマンはユーゴスラビアでの刑務所生活を終えた（釈放年月日は不明）。ドイツに帰国したツィンマーマンは工兵戦友会「ドレスデン」（Pionierkameradschaft „Dresden“）と協力し、武装親衛隊工兵部隊の戦史研究を約30年間、晩年に至るまで続けた。また、フランスの著作家Saint-Loupが「シャルルマーニュ」師団に関する書籍を著した際に、ツィンマーマンは手紙を介して情報提供を行った。
1995年3月25日、ヴァルター・ツィンマーマンは死去した。満97歳没。

## キャリア

### 党員・隊員番号
- ナチス党員番号（NSDAP-Nr.）：1 378 990（1932年8月1日入党）
- 親衛隊隊員番号（SS-Nr.）：59 684（1933年1月3日入隊。1935年11月から親衛隊特務部隊（後の武装親衛隊）に所属）

### 階級

#### ドイツ帝国陸軍
- 1916年11月　一等兵（Gefreiter）
- 1917年10月　軍曹（Unteroffizier）
- 1918年3月　士官候補生（Offiziersanwärter）
- 1918年10月　予備役少尉（Leutnant der Reserve）

#### 親衛隊・親衛隊特務部隊・武装親衛隊
- 1933年6月17日　SS軍曹（SS-Scharführer）
- 1933年11月9日　SS曹長（SS-Oberscharführer）
- 1935年11月16日　SS少尉（SS-Untersturmführer）
- 1938年1月30日　SS中尉（SS-Obersturmführer）
- 1938年11月9日　SS大尉（SS-Hauptsturmführer）
- 1940年4月20日　SS少佐（SS-Sturmbannführer）
- 1942年1月30日　SS中佐（SS-Obersturmbannführer）
- 1944年4月20日　SS大佐（SS-Standartenführer）

### 勲章

#### ドイツ帝国陸軍時代
- 二級鉄十字章（1917年10月）

#### 親衛隊時代
- 前線戦士名誉十字章
- 1938年3月13日記念メダル
- 1938年10月1日記念メダル
- 親衛隊全国指導者名誉長剣
- 親衛隊名誉リング

#### 武装親衛隊時代
- 二級鉄十字章（略章）（1943年1月31日）
- 一級鉄十字章（1943年6月15日）
- ズヴォニミール王冠勲章（hr:Red krune kralja Zvonimira / en:Order of the Crown of King Zvonimir）（1943年）

### 特技
- 外国語（オランダ語、フランス語、英語、イタリア語、チェコ語）